# کریس موریس (بازیکن فوتبال)
کریستوفر موریس (انگلیسی: Christopher "Goal Kick" Morris؛ زادهٔ ۲۴ دسامبر ۱۹۶۳) یک بازیکن فوتبال اهل جمهوری ایرلند است.
از باشگاه‌هایی که در آن بازی کرده‌است می‌توان به میدلزبورو، سلتیک، و شفیلد ونزدی اشاره کرد.